# Toucountouna (arrondissement)
Toucountouna är ett arrondissement i kommunen Toucountouna i Benin. Den hade 11 785 invånare år 2002.